# Burg Kirchhain
Die Burg Kirchhain ist eine abgegangene Höhenburg auf 219 m ü. NN in der Kleinstadt Kirchhain im Landkreis Marburg-Biedenkopf in Hessen.

## Geschichte
Die Burg wurde 1344/45 von Landgraf Heinrich II. von Hessen auf dem heutigen Kirchberg, einer nach Süden in das Ohmtal und das Amöneburger Becken ragenden Basaltkuppe, die sich 20 m über der Niederung erhebt, als hessisches Bollwerk gegen das etwa 3 km weiter südlich liegende mainzische Amöneburg erbaut. Mit dem Bau der Burg und der kurz darauf beginnenden planmäßigen Gründung der Stadt Kirchhain in ihrem Schutz festigte der Landgraf seine Herrschaft in der Gegend, in der seit 1234 bzw. 1244 der Deutsche Orden als Vogteiinhaber alle Hoheitsrechte innegehabt hatte. Zwar trug Landgraf Heinrich II. 1354, als er einen weitgehenden Ausgleich mit dem Mainzer Erzbischof  Gerlach von Nassau schloss, diesem Burg und Stadt Kirchhain formell zu Lehen auf, die Landgrafen behielten aber als Lehnshalter die Gerichtsbarkeit und die faktische Herrschaft.
Die Burg war unmittelbar nordöstlich an die damalige Wehrmauer des Kirchhofs angelehnt. Laut zeitgenössischer Überlieferung, die allerdings formelhaft und nicht unbedingt glaubwürdig ist, bestand sie aus Bergfried, gemauerten Kemenaten, Planken-Palisaden, Graben und Zugbrücke. Heute ist nur noch die Grundmauer der fast quadratischen Burganlage (etwa 18,5 m × 20 m) erhalten. Unterhalb der Burg und des Kirchbezirks erfolgte die planmäßige Gründung der kleinen Stadt.
Urkundlich ist eine Belehnung Eberhards von Milchling mit dem Burgsitz zu Kirchhain durch Landgraf Philipp I. im Jahr 1558. Nur durch die Urkunde, die auf die Alte Burg verweist, kann auf die Burg Kirchhain geschlossen werden, und nicht auf die Neuenburg, die um 1520 als Stadtburg und Amtshaus im Bereich der nördlichen Stadtmauer Kirchhains erbaut wurden sein soll.
Die Burg wurde 1646 im Hessenkrieg zerstört und nicht wieder aufgebaut.